# 84. Infanterie-Division (Wehrmacht)
La 84. Infanterie-Division fu una divisione dell'esercito tedesco attiva durante la seconda guerra mondiale che venne creata nel 1944 e schierata lungo il Fronte Occidentale, dove venne distrutta nel 1945.

## Storia
La divisione fu istituita il 2 febbraio 1944 nel nord della Francia, vicino a Dieppe e fu schierata per la protezione costiera sulla costa della Manica, nell'area a sud-ovest di Dieppe. Dopo l'inizio dell'invasione alleata della Normandia il 6 giugno 1944 la divisione rimase lì a combattere nelle battaglie di Mortain e Vire; a metà agosto 1944, la divisione fu circondata nella Sacca Falaise dove venne distrutta ed i suoi resti furono trasferiti nella Somme e da lì arrivarono a Kleve, dove la divisione venne ricostituita. Nel settembre 1944 fu schierata nell'area di Nimega per contrastare i paracadutisti alleati durante dell'operazione Market Garden; alla fine di marzo 1945 la divisione fu respinta da Wesel e lì venne nuovamente distrutta. 

## Ordine di battaglia
- 84. Infanterie-Division 1944[1]
  - Grenadier-Regiment 1051
  - Grenadier-Regiment 1052
  - Artillerie-Regiment 184
  - Pionier-Bataillon 184
  - Panzerjäger-Abteilung 184
  - Divisions-Füsilier-Bataillon 184
  - Divisions-Nachrichten-Abteilung 184
  - Divisions-Nachschubführer 184

- 84. Infanterie-Division Ende 1944[1]
  - Grenadier-Regiment 1051
  - Grenadier-Regiment 1052
  - Grenadier-Regiment 1062
  - Artillerie-Regiment 184
  - Pionier-Bataillon 184
  - Feldersatz-Bataillon 184
  - Panzerjäger-Abteilung 184
  - Divisions-Füsilier-Bataillon 184
  - Divisions-Nachrichten-Abteilung 184
  - Divisions-Nachschubführer 184

## Decorazioni
Alcuni soldati della 84. Infanterie-division furono premiati per le loro azioni in guerra:
- Croce Tedesca
  - in oro: 5
- Croce di Cavaliere della croce di ferro: 5
  - Croce di Cavaliere con foglie di quercia: 1

## Comandanti
- Generalleutnant Erwin Manny (10 febbraio 1944 - 26 settembre 1944)
- Generalmajor Heinz Fiebig (26 settembre 1944 - marzo 1945)[1]